# بوئینگ سی‌کیوام-۱۲۱ ببر هموار
بوئینگ سی‌کیوام-۱۲۱ ببر هموار (به انگلیسی: Boeing CQM-121 Pave Tiger) یک پهپاد رادارگریز ساختِ بوئینگ در کشور ایالات متحده آمریکا است. نخستین استفاده‌کنندهٔ این هواپیما نیروی هوایی ایالات متحده آمریکا بوده‌است. این هواپیما در ۱۹۸۳ میلادی نخستین پرواز خود را انجام داد.